# Axie Infinity
Axie Infinity — онлайн-видеоигра на основе токенов, разработанная вьетнамской студией Sky Mavis. известной своей внутриигровой экономикой, в которой используются криптовалюты на основе Ethereum.
Игроки Axie Infinity собирают и чеканят NFT, которые представляют собой цифровых питомцев Axies, похожих на аксолотли. Этих существ можно разводить и сражаться друг с другом в игре. Sky Mavis взимает с игроков комиссию в размере 4,25 %, когда они торгуют Axies на своей торговой площадке.
В сентябре 2021 года большинство игроков Axie Infinity были из Филиппин. Они действовали как низкооплачиваемые рабочие для «боссов», которые сдавали им Axies в аренду, чтобы они могли играть в игру от имени боссов.
Axie Infinity построен на основе Ronin Network, сайдчейна, связанного с Ethereum, разработанного Sky Mavis. Официальная криптовалюта игры — «Axie Infinity Shards/Token» или сокращённо AXS. Вторичный токен игры, SLP, рухнул в феврале 2022 года на фоне более широкого краха NFT и криптовалюты, потеряв более 99 % своей пиковой стоимости. В марте 2022 года хакеры взломали сеть Ronin Network, похитив из проекта криптовалюту на сумму около 620 миллионов долларов США. Хакеры были связаны с Lazarus Group, финансируемой Северной Кореей.

## Геймплей
Согласно веб-сайту компании, Axie Infinity — это соревновательная игра с системой «холостого боя», заимствованной из таких игр, как Final Fantasy Tactics и Idle Heroes. Сеттинг игры заполнен существами, называемыми Осями, которых игроки могут собирать в качестве домашних животных. Игроки стремятся сражаться, размножаться, собирать, выращивать и строить королевства для своих Осей. В игре есть внутриигровая экономика, где игроки могут покупать, продавать и обменивать ресурсы, которые они зарабатывают в игре.
Sky Mavis продавала игру по модели «играй, чтобы заработать» (также называемой моделью «плати, чтобы играть, чтобы зарабатывать»), в которой после того, как участники оплатят начальные расходы, они могут заработать внутриигровую криптовалюту на основе Ethereum. Axie Infinity позволяет пользователям обналичивать свои токены каждые четырнадцать дней. Эта модель была описана как форма азартных игр с нестабильным рынком, который чрезмерно зависит от притока новых игроков.
В феврале 2020 года Sky Mavis подсчитала, что новому игроку потребуется потратить около 400 долларов США, чтобы выполнить это стартовое требование. К августу 2020 года самый дешёвый Axie стоил примерно 307 долларов США, хотя отчёты на март 2022 года предполагают, что минимальная цена Axie упала примерно до 20 долларов США.
На Филиппинах непомерно высокая стоимость входа привела к тому, что как отдельные лица, так и игровые гильдии сдавали активы в аренду, чтобы новые игроки соответствовали минимальным требованиям. От этих новых игроков, известных как «учёные», часто требуется выполнить квоту внутриигрового заработка, чтобы продолжать использовать арендованные активы, и они должны платить владельцам комиссию. Эти комиссии сильно различаются, но могут достигать 75 %.
По состоянию на июнь 2021 года некоторые люди на Филиппинах начали рассматривать игру как свой основной источник дохода, хотя к сентябрю 2021 года уровень доходов от игры в Axie Infinity упал ниже минимальной заработной платы в стране. Министерство финансов Филиппин также уточнило. что доход от игры в Axie Infinity облагается налогом, и предложил SEC и BSP классифицировать свою криптовалюту как валюту или ценную бумагу.
Игроки Axie Infinity также могут покупать виртуальную землю и другие внутриигровые активы в виде NFT. Рекордная продажа участка виртуальной земли была оценена в 2,3 миллиона долларов США по состоянию на 25 ноября 2021 года. Геймплей, связанный с покупной виртуальной землёй, планировалось ввести к 2020 году, но по состоянию на апрель 2022 года его дважды откладывали. Задержки вызвали жалобы пользователей, совпавшие с резким снижением прибыльности внутриигровой экономики.

## Развитие и история
Разработка Axie Infinity началась в 2017 году под руководством её соучредителя и генерального директора Нгуен Тхань Трунга, а также Ту Доана, Александра Ларсена, Джеффри Зирлина и Энди Хо. Нгуен ранее тратил деньги на игру CryptoKitties, прежде чем он начал работу над своей собственной игрой на основе блокчейна, сочетающей элементы CryptoKitties с игровым процессом из серии Pokémon или Neopets.
В октябре 2018 года команда разработчиков выпустила первую боевую систему Axie Infinity. Разработка системы карточных боёв в реальном времени и приложения началась в марте 2019 года, а альфа-версия была выпущена в декабре 2019 года.
Sky Mavis запустила кошелёк Ronin в феврале 2021 года, который, помимо ускорения транзакций и устранения дорогостоящей платы за газ для геймеров, даёт возможность играть в Axie Infinity или любое другое децентрализованное приложение, работающее на сайдчейне Ronin.
Стоимость связанного с игрой токена, Smooth Love Potion (SLP), упала в феврале 2022 года на фоне более широкого краха NFT и криптовалюты, потеряв более 99 % своей пиковой стоимости. Sky Mavis попыталась стабилизировать цену, внедрив в игру новые функции, но эти попытки оказались безрезультатными. Низкая меновая стоимость SLP вызвала массовый отток игроков, в результате чего лидеры гильдий остались без дешёвой рабочей силы из стран третьего мира, которая могла бы работать от их имени. Sky Mavis удалила упоминания о «играй, чтобы заработать» на своих веб-сайтах и в маркетинге, поскольку стоимость её токенов резко упала.
23 марта 2022 года хакеры взломали сеть Ronin Network, похитив около 620 миллионов долларов США в эфире и долларах США. В настоящее время взлом считается крупнейшим взломом криптовалютного сектора в долларовом выражении. Взлом ещё больше подорвал ценность SLP. 8 апреля 2022 года Sky Mavis заявила, что ожидает возврата части средств, но на это уйдёт несколько лет. 14 апреля 2022 года ФБР опубликовало заявление о том, что ответственность за кражу несут Lazarus Group и APT38, связанные с КНДР хакерские группы. Соответственно, Минфин США наложил санкции на адрес криптовалюты. Часть криптовалюты была отмыта через криптовалютный миксер Tornado Cash.